# بالدوين بارك (كاليفورنيا)
بالدوين بارك (بالإنجليزية: Baldwin Park)‏ هي إحدى مدن مقاطعة لوس أنجليس، كاليفورنيا. تم إعطاءها لقب مدينة في 25 يناير، 1956.

## التركيبة السكانية
حدّد مكتب تعداد الولايات المتحدة بيانات التركيبة السكانية لبالدوين بارك في تعداد الولايات المتحدة. في ما يلي، التركيبة السكانية حسب تعدادي 2000 و2010.

### تعداد عام 2000
بلغ عدد سكان بالدوين بارك 75,837 نسمة بحسب تعداد عام 2000، وبلغ عدد الأسر 16,961 أسرة وعدد العائلات 15,069 عائلة مقيمة في المدينة. في حين سجلت الكثافة السكانية 4,316.3 نسمة لكل كيلومتر مربع (11,179.2/ميل2). وبلغ عدد الوحدات السكنية 17,430 وحدة بمتوسط كثافة قدره 992 لكل كيلومتر مربع (2,569.3/ميل2).
وتوزع التركيب العرقي للمدينة بنسبة 40.18% من البيض و1.61% من الأمريكيين الأفارقة و1.45% من الأمريكيين الأصليين و11.64% من الأمريكيين ذوي الأصول الآسيوية و0.15% من سكان جزر المحيط الهادئ و40.51% من الأعراق الأخرى و4.48% من عرقين مختلطين أو أكثر و78.67% من الهسبانيون أو اللاتينيون من أي عرق.
بلغ عدد الأسر 16,961 أسرة كانت نسبة 65.8% منها لديها أطفال تحت سن الثامنة عشر تعيش معهم، وبلغت نسبة الأزواج القاطنين مع بعضهم البعض 62.8% من أصل المجموع الكلي للأسر، ونسبة 17.5% من الأسر كان لديها معيلات من الإناث دون وجود شريك، بينما كانت نسبة 8.6% من الأسر لديها معيلون من الذكور دون وجود شريكة وكانت نسبة 11.2% من غير العائلات. تألفت نسبة 8.1% من أصل جميع الأسر من عدة أفراد يعيشون في نفس المنزل ونسبة 3.9% كانت تتألف من شخص يعيش بمفرده يبلغ من العمر 65 عاماً أو أكثر. وبلغ متوسط حجم الأسرة المعيشية 4.44، أما متوسط حجم العائلات فبلغ 4.53.
بلغ العمر الوسطي للسكان 26.9 عاماً. وكانت نسبة 34.9% من القاطنين تحت سن الثامنة عشر، وكانت نسبة 11.8% بين الثامنة عشر والرابعة والعشرين عاماً، ونسبة 30.4% كانت واقعةً في الفئة العمرية ما بين الخامسة والعشرين والرابعة والأربعين عاماً، ونسبة 16.2% كانت ما بين الخامسة والأربعين والرابعة والستين، ونسبة 5.9% كانت ضمن فئة الخامسة والستين عاماً فما فوق. يوجد لكل 100 أنثى 99.9 ذكر، ويوجد لكل 100 أنثى في الثامنة عشر من عمرها فما فوق 97.3 ذكر.
بلغ متوسط دخل الأسرة في المدينة 41,629 دولارًا، أما متوسط دخل العائلة فبلغ 41,256 دولارًا. وكان متوسط دخل الذكور 26,873 دولارًا مقابل 22,186 دولارًا للإناث. وسجل دخل الفرد الخاص بالمدينة 11,562 دولارًا. وكانت نسبة 15.4% من العائلات ونسبة 18.2% من السكان تحت خط الفقر، وكان من هؤلاء نسبة 22.4% تحت سن الثامنة عشر ونسبة 12.8% في الخامسة والستين من العمر وما فوق.

### تعداد عام 2010
بلغ عدد سكان بالدوين بارك 75,390 نسمة بحسب تعداد عام 2010، وبلغ عدد الأسر 17,189 أسرة وعدد العائلات 15,155 عائلة مقيمة في المدينة. في حين سجلت الكثافة السكانية 4,290.8 نسمة لكل كيلومتر مربع (11,113.1/ميل2). وبلغ عدد الوحدات السكنية 17,736 وحدة بمتوسط كثافة قدره 1,009.4 لكل كيلومتر مربع (2,614.3/ميل2).
وتوزع التركيب العرقي للمدينة بنسبة 43.93% من البيض و1.21% من الأمريكيين الأفارقة و0.89% من الأمريكيين الأصليين و14.19% من الأمريكيين ذوي الأصول الآسيوية و0.11% من سكان جزر المحيط الهادئ و35.92% من الأعراق الأخرى و3.75% من عرقين مختلطين أو أكثر و80.12% من الهسبانيون أو اللاتينيون من أي عرق.
بلغ عدد الأسر 17,189 أسرة كانت نسبة 58.3% منها لديها أطفال تحت سن الثامنة عشر تعيش معهم، وبلغت نسبة الأزواج القاطنين مع بعضهم البعض 58.7% من أصل المجموع الكلي للأسر، ونسبة 19.5% من الأسر كان لديها معيلات من الإناث دون وجود شريك، بينما كانت نسبة 9.9% من الأسر لديها معيلون من الذكور دون وجود شريكة وكانت نسبة 11.8% من غير العائلات. تألفت نسبة 8.6% من أصل جميع الأسر من عدة أفراد يعيشون في نفس المنزل ونسبة 3.8% كانت تتألف من شخص يعيش بمفرده يبلغ من العمر 65 عاماً أو أكثر. وبلغ متوسط حجم الأسرة المعيشية 4.36، أما متوسط حجم العائلات فبلغ 4.45.
بلغ العمر الوسطي للسكان 30.5 عاماً. وكانت نسبة 29.9% من القاطنين تحت سن الثامنة عشر، وكانت نسبة 11.7% بين الثامنة عشر والرابعة والعشرين عاماً، ونسبة 28.6% كانت واقعةً في الفئة العمرية ما بين الخامسة والعشرين والرابعة والأربعين عاماً، ونسبة 21.7% كانت ما بين الخامسة والأربعين والرابعة والستين، ونسبة 8% كانت ضمن فئة الخامسة والستين عاماً فما فوق. وتوزع التركيب الجنسي للسكان بنسبة 49.6% ذكور و50.4% إناث.

## المناخ
يظهر الجدول التالي التغييرات المناخية على مدار السنة لبالدوين بارك:
| البيانات المناخية لـبالدوين بارك  | البيانات المناخية لـبالدوين بارك | البيانات المناخية لـبالدوين بارك | البيانات المناخية لـبالدوين بارك | البيانات المناخية لـبالدوين بارك | البيانات المناخية لـبالدوين بارك | البيانات المناخية لـبالدوين بارك | البيانات المناخية لـبالدوين بارك | البيانات المناخية لـبالدوين بارك | البيانات المناخية لـبالدوين بارك | البيانات المناخية لـبالدوين بارك | البيانات المناخية لـبالدوين بارك | البيانات المناخية لـبالدوين بارك | البيانات المناخية لـبالدوين بارك |
| الشهر                             | يناير                            | فبراير                           | مارس                             | أبريل                            | مايو                             | يونيو                            | يوليو                            | أغسطس                            | سبتمبر                           | أكتوبر                           | نوفمبر                           | ديسمبر                           | المعدل السنوي                    |
| --------------------------------- | -------------------------------- | -------------------------------- | -------------------------------- | -------------------------------- | -------------------------------- | -------------------------------- | -------------------------------- | -------------------------------- | -------------------------------- | -------------------------------- | -------------------------------- | -------------------------------- | -------------------------------- |
| متوسط درجة الحرارة الكبرى °ف (°م) | 70 (21)                          | 71 (22)                          | 72 (22)                          | 77 (25)                          | 79 (26)                          | 84 (29)                          | 89 (32)                          | 90 (32)                          | 88 (31)                          | 83 (28)                          | 76 (24)                          | 71 (22)                          | 79 (26)                          |
| متوسط درجة الحرارة الصغرى °ف (°م) | 43 (6)                           | 45 (7)                           | 47 (8)                           | 50 (10)                          | 55 (13)                          | 59 (15)                          | 62 (17)                          | 63 (17)                          | 61 (16)                          | 55 (13)                          | 46 (8)                           | 42 (6)                           | 52 (11)                          |
| المصدر: weather.com               |                                  |                                  |                                  |                                  |                                  |                                  |                                  |                                  |                                  |                                  |                                  |                                  |                                  |

## أعلام
- راجا
- خايرو أكينو
- ماثيو سلاتر
- بروس هيدلي
- غاري ألين